# Caladenia cleistantha
Caladenia cleistantha är en orkidéart som beskrevs av David Lloyd Jones. Caladenia cleistantha ingår i släktet Caladenia och familjen orkidéer. Inga underarter finns listade i Catalogue of Life.